# The Children's Friend
The Children's Friend è un cortometraggio muto del 1909 scritto e diretto da David W. Griffith. Prodotto e distribuito dalla Biograph, aveva tra gli interpreti le piccole Adele DeGarde e Gladys Egan, due tra le prime attrici bambine del cinema muto negli Stati Uniti.

## Trama
Alcuni bambini, in gita al mare, litigano tra loro a causa della colomba che si è portata dietro la piccola Gladys. Il gruppo si divide e Gladys, insieme a Pearl e a un altro bambino, si mette a giocare con la sabbia. Ad un tratto, però, il terreno sprofonda e i piccoli non riescono a venire fuori dalla buca che si è formata. Per fortuna hanno l'idea di usare la colomba, alla quale legano un biglietto che indica il posto dove si trovano. Lasciata libera, la colomba vola verso casa dove il messaggio è raccolto dai soccorritori che corrono a salvare i bambini.

## Produzione
Il film fu prodotto dalla Biograph Company e venne girato a Edgewater e a Sea Breeze, nel New Jersey.

## Distribuzione
Distribuito dalla Biograph Company, il film - un cortometraggio di quattro minuti - uscì nelle sale cinematografiche statunitensi il 13 settembre 1909. Nelle proiezioni, veniva programmato con il sistema dello split reel, accorpato in un'unica bobina con un altro cortometraggio prodotto dalla Biograph e diretto da Griffith, la commedia Getting Even.